# L'Agustí (Tagamanent)
L'Agustí és una antiga masia situada en el serrat dels Arenals del pla de la Calma, municipi de Tagamanent (Vallès Oriental). Al final de la dècada del 1990 va ser restaurada com a Casa Museu l'Agustí, un museu etnològic que forma part del Parc Etnològic de Tagamanent en el Parc Natural del Montseny.

## Masia
És una masia ramadera de grans proporcions. La major part de les dependències ramaderes són a l'interior i amb escassos annexos. Al costat esquerre hi ha una eixida de dos pisos amb grans arcades. L'edifici és de planta rectangular i consta de planta baixa, pis i golfes. La teulada és a doble vessant amb aiguavés als costats. Té finestres i porta quadrada amb llinda de pedra. Als baixos, al costat de la porta, hi ha una finestra espitllerada i una única obertura al primer nivell.

## Història
La primera referència documental del topònim Agustini és del segle xii en un capbreu de la parròquia de Tagamanent pel comte de Barcelona. En el fogatge del 1497 i posteriors del segle xvi apareix el cognom Agustí, on destaca Bernat Agustí com a batlle reial de Tagamanent.
La masia es va construir el segle xvii i l'estructura actual correspon a les reformes del segle xviii. En la llinda de la porta principal hi ha la inscripció «Ave Maria gratia plena Pere Agustí 1776». A la galeria hi ha la inscripció «Felis Agustini 1788» i a les llindes de les finestres de la pallissa s'hi llegeix «Dionís Rovira i Pera Agustí 1736».
Va ser la casa pairal de la família Agustí fins al segle xix. Després de passar per diferents propietaris, va patir una davallada econòmica al segle xx i l'any 1943 consta com a abandonada i en runes. L'últim propietari la va vendre a la Diputació de Barcelona.